# دواين كيمب
دواين كيمب (بالهولندية: Dwayne Kemp)‏ هو لاعب كرة قاعدة هولندي، ولد في 24 فبراير 1988 في روتردام في هولندا.

## وصلات خارجية
- دواين كيمب على موقعبيزبول رفرنس.كوم (الدوري الثانوي) (الإنجليزية)